# Цитоархитектоническое поле Бродмана 7

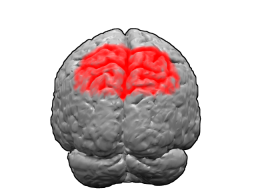
7-е цитоархитектоническое поле Бродмана

Цитоархитектоническое поле Бродмана 7 — область коры больших полушарий головного мозга, которая располагается в верхних отделах теменной доли, позади постцентральной извилины и цитоархитектонического поля Бродмана 5 и спереди коры затылочной доли.

## Анатомия и гистология

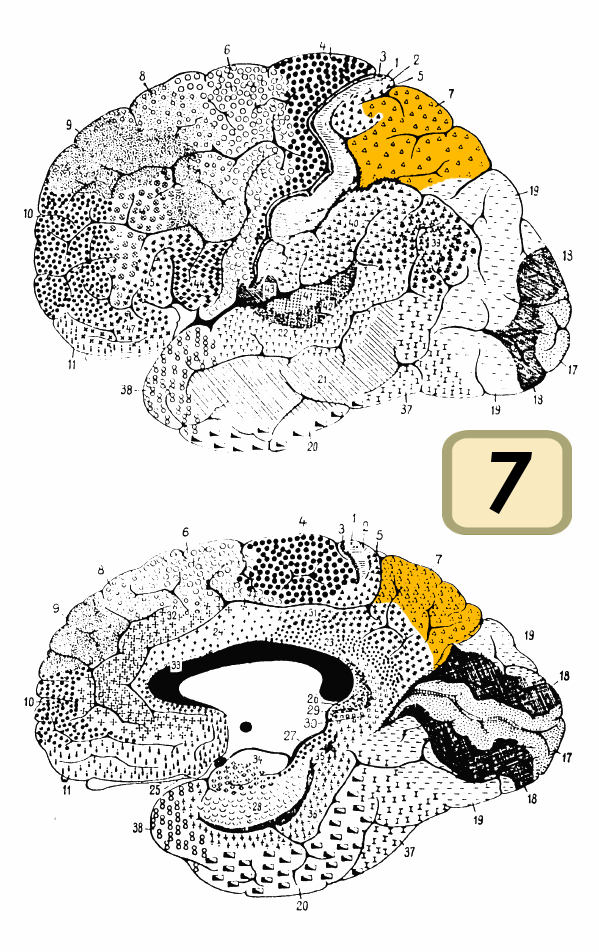
7-е цитоархитектоническое поле Бродмана

В 1909 году немецкий невролог Корбиниан Бродманн опубликовал карты цитоархитектонических полей коры больших полушарий головного мозга.
Особенностью гистологического строения 7-го цитоархитектонического поля Бродмана по сравнению с 5-м является отсутствие больших ганглионарных клеток в V слое коры, пирамидные нейроны в III слое (пирамидальных нейронов) больше по размеры, клетки VI слоя (мультиформных нейронов) расположены компактно. Кора чётко отграничена от белого вещества.

## Функция исемиотикапоражения
7-е цитоархитектоническое поле Бродмана получает информацию из первичной соматосенсорной зоны, располагающейся в постцентральной извилине и представленном полями 3, 1 и 2, а также из зрительной коры затылочных долей. Таким образом в этом поле перекрываются несколько анализаторов. С точки зрения функциональной теории организации коры больших полушарий головного мозга Пенфилда данное поле Бродмана является третичным проекционным полем (ассоциативной зоной в месте перекрывания различных анализаторов, в которой происходит интеграция различных сигналов, формирование соответствующих ощущений, осуществление сложных аналитико-синтетических функций). В 7-м поле развиты те участки, которые ответственны за получение информации (IV слой) и передачу её в другие отделы коры (III слой — аксоны нервных клеток которого формируют ассоциативные и комиссуральные волокна).
В 5-м и 7-м полях происходит анализ и обработка поступившей в постцентральную извилину информации как о глубокой так и поверхностной чувствительности. Данные поля обеспечивают стереогноз — узнавание предметов на ощупь.
Поражение 5-го и 7-го цитоархитектонических полей Бродмана характеризуется возникновением астереогноза — нарушения способности узнавать предмет на ощупь. Человек чётко определяет свойства предмета: «твёрдый» или «мягкий», «холодный» или «тёплый», «гладкий» или «рельефный» и др. При этом он утрачивает способность проанализировать полученную информацию и определить сам предмет.
Также при поражении цитоархитектонического поля Бродмана 7 в области правого (недоминантного) полушария возникает аутотопоагнозия — нарушение узнавания собственного тела и его частей. Больному с нарушением схемы тела может казаться, что его конечности или увеличены (макропсия) или уменьшены (микропсия) в размерах, либо изменены не только по величине, но и по форме (метаморфопсии). Одним из вариантов аутотопоагнозии является агнозия пальцев руки. Больные могут путать правую и левую стороны, утверждать, что у них много рук или ног (полимелия). К этой же группе расстройств можно отнести анозогнозию (синдром Антона), когда больной не сознаёт наличия у него дефекта (двигательного, слухового и др.) и/или заболевания. Анозогнозия часто сочетается с аутотопоагнозией и возникает на фоне грубых нарушений проприоцептивной чувствительности.